# Hans-Wolf Jäger
Pour les articles homonymes, voir Jäger.
 (mai 2023).
Si vous disposez d'ouvrages ou d'articles de référence ou si vous connaissez des sites web de qualité traitant du thème abordé ici, merci de compléter l'article en donnant les références utiles à sa vérifiabilité et en les liant à la section « Notes et références ».
Hans-Wolf Jäger (né le 16 avril 1936 à Sarrebruck) est un universitaire allemand.

## Biographie
Hans-Wolf Jäger obtient son Abitur au lycée de Sarrebruck en 1955 et étudie la philosophie, la psychologie et la théologie catholique à l'Université de la Sarre de 1955 à 1957. Il poursuit ensuite ses études à Fribourg-en-Brisgau et y obtient son doctorat en 1960 avec le philosophe Max Müller (de) avec l'ouvrage La résignation comme sentiment, humeur, attitude. À l'Université Louis-et-Maximilien de Munich, il prend des cours de philosophie, commence à étudier l'allemand et réussit l'examen d'État en 1963 dans les matières d'études religieuses allemandes et catholiques. De 1962 à 1966, il est assistant de recherche en philosophie à l'École supérieure de pédagogie de Stuttgart (de). En outre, il occupe un poste de professeur de philosophie à l'École supérieure de pédagogie d'Esslingen (de). En 1966, il devient assistant au Séminaire allemand de l'Université de Munich et, en 1968, il reçoit une bourse d'habilitation de la DFG.
En 1972, il est nommé professeur d'histoire littéraire allemande moderne à l'Université de Brême. Il est à la retraite depuis 2001.
Il occupe des postes de professeur invité au Danemark, en Pologne et aux États-Unis. De 1978 à 1990, il dirige l'axe de recherche "Littérature de la fin des Lumières" à l'Université de Brême, qu'il co-fonde, et de 1990 à 2001 l'"Institut de recherche sur la presse allemande". Ses domaines d'enseignement et d'édition les plus importants sont : la poésie didactique, la littérature de voyage, la métrique, l'histoire de la rhétorique, Vormärz, Goethe.

## Travaux
- Politische Kategorien in Poetik und Rhetorik der 2. Hälfte des 18. Jahrhunderts. Metzler, Stuttgart 1970.
- Politische Metaphorik im Jakobinismus und im Vormärz. Metzler, Stuttgart 1971,  (ISBN 3-476-00195-4).
- Vergnügen und Engagement. Ein gutes Dutzend Miszellen. Ed. Lumière, Bremen 2001.
- Vorlesungen zur deutschen Literaturgeschichte. Ed. Lumière, Bremen.
  - Band 1: Humanismus, Reformation und Bauernkrieg, 2015
  - Band 2: Barock, 2016
  - Band 3: Aufklärung, 2016
  - Band 4: Empfindsamkeit, Sturm und Drang, Göttinger Hain, 2016
  - Band 5: Klassik, 2017
  - Band 6: Romantik, 2017
  - Band 7: Biedermeier / Vormärz, 2018
  - Band 8: Realismus und Gründerzeit, 2018
  - Band 9: Naturalismus. Literatur um 1900, 2019
  - Band 10: Boheme und Expressionismus, 2020
  - Band 11: Metrik, 2021